# Gerichtsbezirk Voitsberg
Der Gerichtsbezirk Voitsberg ist ein dem Bezirksgericht Voitsberg unterstehender Gerichtsbezirk im Bundesland Steiermark.

## Geschichte
Der Gerichtsbezirk Voitsberg wurde durch eine 1849 beschlossene Kundmachung der Landes-Gerichts-Einführungs-Kommission geschaffen und umfasste ursprünglich die 59 Gemeinden Aichegg, Arnstein, Bärenbach, Fluttendorf, Gaisfeld, Gallmannsegg, Gaßelberg, Gösnitz, Grabenwarth, Graden, Graden Lankowitz, Gradenberg Lankowitz, Großsöding, Großwölniß, Hallersdorf, Hausdorf, Hirschegg-Piber, Hirschegg-Rein, Hochtregist, Kainach, Kalchberg, Kemetberg, Kirchberg, Kleinsöding, Kleinwölniß, Kobwald, Köflach, Kohlschwarz, Köpling, Kreutzberg, Krottendorf, Lankowitz, Ligist, Lobming, Lobmingberg, Modriach, Moosing, Mooskirchen, Muggauberg, Neudorf, Oberdorf, Oberwald, Oswaldgraben, Pack, Piber, Piberegg, Pichling bei Köflach, Pichling bei Mooskirchen, Puchbach, Raßberg, Salla, Schadendorfberg, Södingberg, Stallhofen, Steinberg, Thallein, Tregist, Unterwald und Voitsberg.
Der Gerichtsbezirk Voitsberg bildete im Zuge der Trennung der politischen von der judikativen Verwaltung
ab 1868 gemeinsam mit den Gerichtsbezirken Graz und Frohnleiten den Bezirk Graz.
Durch eine kaiserliche Entschließung wurde der Gerichtsbezirk Voitsberg per 1. Oktober 1891 vom Bezirk Graz-Umgebung abgetrennt und als Bezirk Voitsberg selbständig.
Per 1. Juni 1932 verlor der Bezirk Voitsberg jedoch seine Selbständigkeit und wurde erneut Teil des Bezirks Graz-Umgebung. In Voitsberg verblieb in der Folge lediglich eine politische Expositur der Bezirkshauptmannschaft Graz Umgebung.
Bereits am 1. März 1937 erhielt der Gerichtsbezirk Voitsberg seinen Status als eigenständiger Bezirk zurück.
Der Gerichtsbezirk selbst blieb in seiner Größe seit seiner Gründung nahezu unverändert. Lediglich 1952 kam es zu einer wesentlichen Änderung, als die Gemeinde Gießenberg per 1. Jänner aus dem Gerichtsbezirk Stainz ausgeschieden und dem Gerichtsbezirk Voitsberg zugewiesen wurde.

## Gerichtssprengel
Mit Wirkung ab 1. Jänner 2015 wurde der Gerichtsbezirk aufgrund der Veränderungen im Rahmen der Gemeindestrukturreform in der Steiermark in der „Bezirksgerichte-Verordnung Steiermark 2015“ neu definiert.
Der Sprengel des Gerichts umfasst seit Jänner 2015 das Gebiet folgender 15 Gemeinden: Bärnbach, Edelschrott, Geistthal-Södingberg, Hirschegg-Pack, Kainach bei Voitsberg, Köflach, Krottendorf-Gaisfeld, Ligist, Maria Lankowitz, Mooskirchen, Rosental an der Kainach, Sankt Martin am Wöllmißberg, Söding-Sankt Johann, Stallhofen, Voitsberg.
Er ist somit mit dem Bezirk Voitsberg deckungsgleich.